# استیو چمبرز
استیو چمبرز (انگلیسی: Steve Chambers؛ زادهٔ ۲۰ ژوئیهٔ ۱۹۶۸ ‏(۵۶ سال)) بازیکن فوتبال است.
از باشگاه‌هایی که در آن بازی کرده‌است می‌توان به باشگاه فوتبال شفیلد ونزدی اشاره کرد.